# Värtahamnen

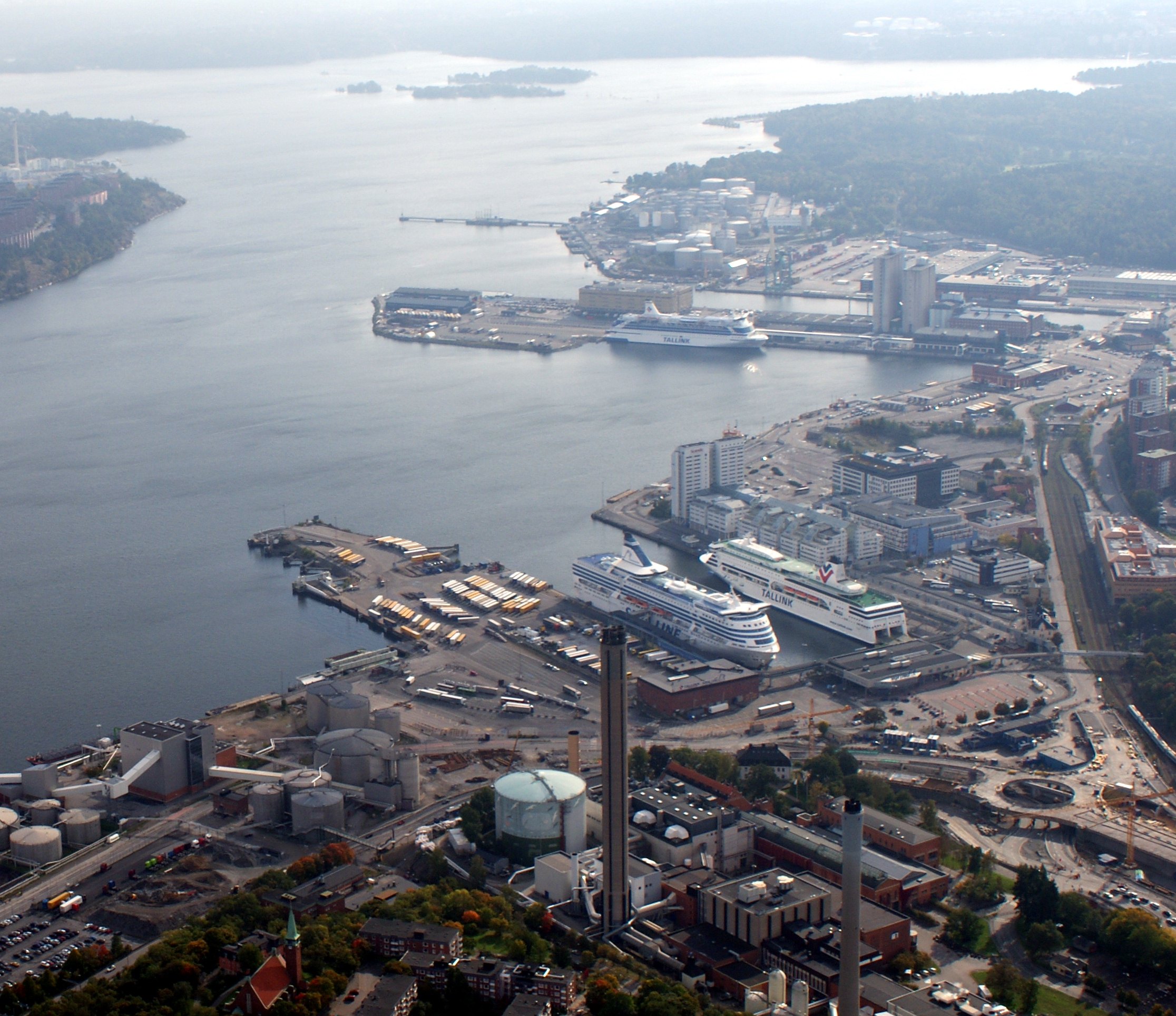
Värtahamnen i september 2012.

Värtahamnen och den intilliggande Stockholms frihamn vid Lilla Värtan utgör Stockholms huvudhamnar. Värtahamnen betjänar främst passagerarfärjorna för rederiet Tallink Silja och Tallink som trafikerar Finland, Åland, Estland och sedan januari 2017 även Lettland. Värtahamnen ligger i stadsdelarna Ladugårdsgärdet (största delen) och Hjorthagen.
Värtahamnen anlades 1879–1886 efter att staden köpt upp mark i syfte att skapa en hamn för kol och annat skrymmande gods. Järnväg för gods- och persontrafik drogs fram genom Värtabanan där Värtans station invigdes 1882. Värtahamnen utvidgades och fördjupades successivt under 1900-talets början, och 1903 invigdes det närbelägna koleldade Värtaverket. Här restes också 1904 Kommunalhuset som fungerade som Tull- och hamnkontor.

## Fartyg som trafikerar hamnen
| Fartygsvarv | Fartyg              | Rutt                            |
| ----------- | ------------------- | ------------------------------- |
| Silja Line  | M/S Silja Serenade  | Stockholm–Mariehamn–Helsingfors |
| Silja Line  | M/S Silja Symphony  | Stockholm–Mariehamn–Helsingfors |
| Silja Line  | M/S Baltic Princess | Stockholm–Mariehamn/Långnäs–Åbo |
| Tallink     | M/S Baltic Queen    | Stockholm–Mariehamn–Tallinn     |
| Tallink     | M/S Victoria I      | Stockholm–Mariehamn–Tallinn     |

## Ombyggnad av Värtahamnen
Mellan 2013 och 2016 byggde Stockholms Hamnar om Värtahamnen för att lämna mark till staden för bostäder och verksamheter i området Norra Djurgårdsstaden. Det gjordes genom att bygga en ny pir på ett pålat betongdäck längre ut i vattnet och fylla igen delar av hamnbassängen. Det utbyggda området är 85 000 m² och den totala hamnytan 131 000 m². Stockholms Hamnar har även byggt en ny passagerarterminal på piren med en yta på 16 000 m². Det blev därmed fem nya kajlägen.

## Galleri

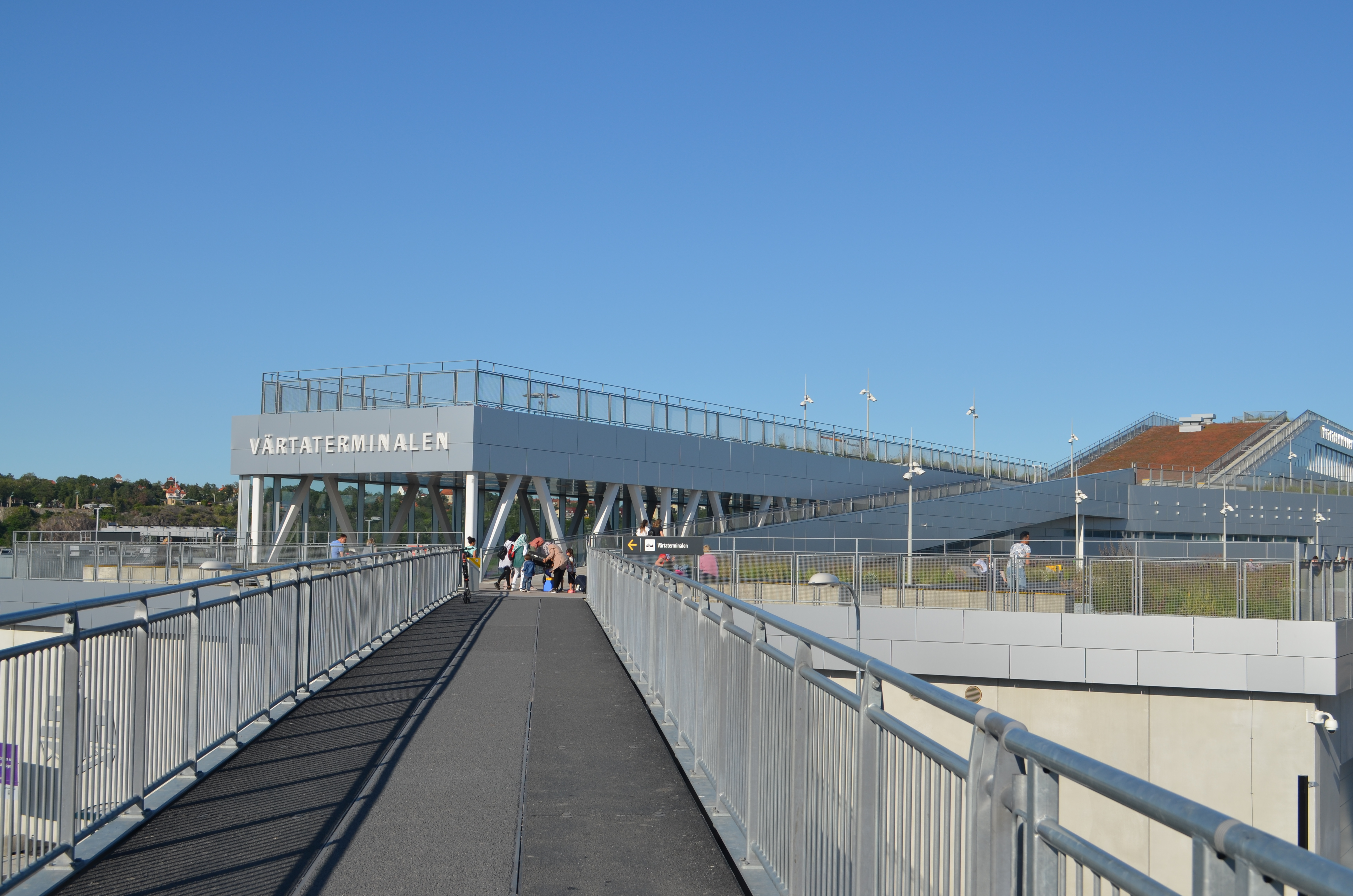
Värtaterminalen.
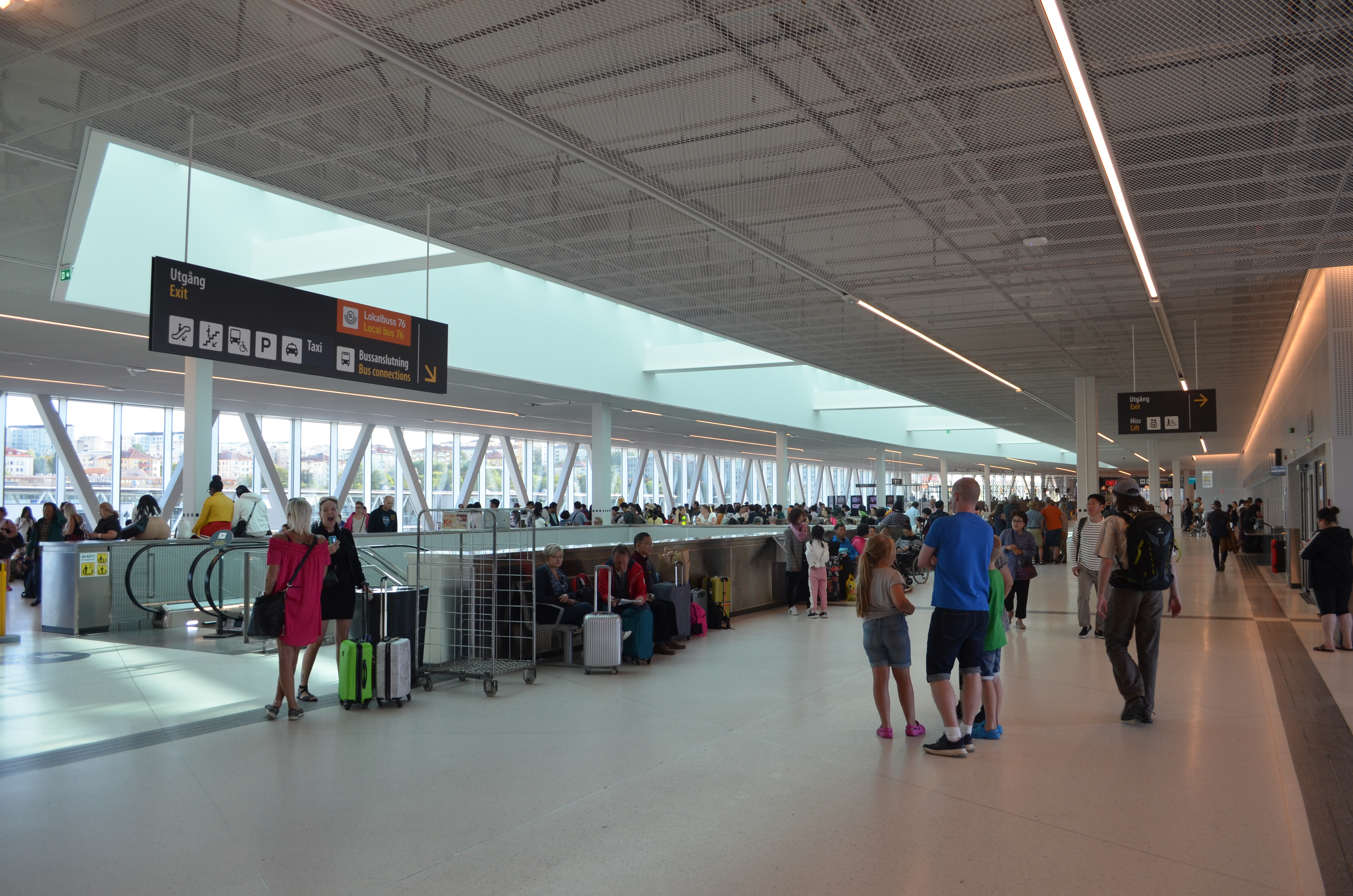
Insidan av terminalen.